# Dr. Fate
Dr. Fate is een tovenaar/superheld uit de strips van DC Comics. De naam Dr. Fate is in de loop der jaren door meerdere personen gebruikt. De originele Dr. Fate werd bedacht door schrijver Gardner Fox en tekenaar Howard Sherman, en maakte zijn debuut in More Fun Comics #55 (mei 1940). Hij is het meest bekend als oprichter van de Justice Society of America.
De originele Dr. Fate, Kent Nelson, is de bekendste Dr. Fate, en ook het personage dat het langst de naam heeft gebruikt. Pas na het verhaal “Crisis on Infinite Earth’s” doken andere personages met de naam Dr. Fate op.

## Biografie

### Kent Nelson/Nabu
Kent Nelson was de zoon van de Amerikaanse archeoloog Sven Nelson. Hij vergezelde zijn vader op een expeditie naar de Vallei van Ur in het jaar 1920. Daar ontdekten ze de tombe van Nabu, een van de Lords of Order. Toen Sven de tombe opende, werd hij geveld door een giftig gas dat uit de tombe ontsnapte. Nabu, die dit alles had gezien, nam de jonge Kent onder zijn hoedde en trainde hem in de kunst van magie. Hij gaf hem tevens een magische helm en amulet.
In 1940 keerde de nu volwassen Kent terug naar de Verenigde Staten, en maakte een schuilplaats voor zichzelf in de vorm van een onzichtbare toren in Salem, Massachusetts. Van daaruit begon hij als Dr. Fate de strijd tegen bovennatuurlijk kwaad.
Als Dr. Fate was Kent een van de oprichters van de Justice Society of America. Hij bleef bij de groep tot 1945. Daarna verdween hij lange tijd uit zicht. Pas in de jaren 60 dook hij weer op om lid te worden van de Justice League.
Bij de Justice League hielp Dr. Fate vooral mee van achter de schermen. Zo assisteerde hij Hourman bij het verslaan van Solomon Grundy en de Psycho-Pirate. Tevens werkte hij vaak samen met Superman en Batman.
Kent kwam aan zijn einde kort voor het verhaal “Crisis on Infinite Earth’s”. De magie waarmee hij zichzelf en zijn vrouw Inza jarenlang jong had gehouden raakte uitgewerkt, waardoor de twee razendsnel verouderden en stierven.

### Eric en Linda Strauss
Toen Kent stierf, begon Nabu te zoeken naar een nieuw gastlichaam. Hij vond twee mensen genaamd Eric en Linda Strauss. Hij gaf hen zijn krachten, maar op een dusdanige manier dat ze moesten fuseren om Dr. Fate te worden. Omdat Kents toren inmiddels was verwoest, werkte het echtpaar vanuit Linda’s appartement. Het tweetal werd bijgestaan door een kleine demon genaamd Petey, en een advocaat genaamd  Jack C. Small.
Tijdens een gevecht op Apokolips werd Eric gedood, en was Linda de enige drager van Dr. Fates krachten. Uiteindelijk wilde de helm haar niet langer als meester. Erics geest ging niet over naar het hiernamaals, maar kwam terecht in het lichaam van de stervende Eugene DiBellia.
Hoewel ze niet langer Dr. Fate was, werd Linda nog altijd geplaagd door de Anti-Fate, Dr. Benjamin Stoner. Om hem te verslaan fuseerde ze met Nabu om nog eenmaal Dr. Fate te worden. Linda kwam hierbij om het leven, en ook haar ziel ging over in een ander lichaam. Zij kwam terecht in het lichaam van Wendy DiBellia, Eugenes vrouw.

### Inza Nelson
De zielen van Inza en Kent Nelson, die sinds hun dood in Dr. Fates amulet zaten, werden gereïncarneerd in jonge lichamen. Ze ontdekten al snel dat nu Inza degene was die Dr. Fate kon worden.
Inza koos een andere aanpak dan haar echtgenoot. Ze probeerde met haar krachten problemen te voorkomen, terwijl haar man altijd wachtte tot er problemen kwamen en ze dan pas probeerde op te lossen. Kent beschuldigde haar ervan haar magie roekeloos te gebruiken. En niet onterecht, want Inza’s zelfvertrouwen maakte haar steeds roekelozer. De mensen die ze beschermde werden steeds afhankelijker van haar, en lieten haar zelfs kleine problemen oplossen.
Het misbruik van haar krachten leidde tot een breuk tussen het koppel. De Nelsons ontdekten later dat een Lord of Chaos bezit had genomen van de helm, en Inza dus Chaosmagie gebruikte. Samen versloegen de Nelsons de Lord of Chaos. Nu hij weg was, moesten de Nelsons voortaan fuseren om Dr. Fate te vormen.
De laatste daad van het duo was het bevechten van de schurk Extant samen met de rest van de Justice League. Extant maakte het duo weer oud, waardoor ze met pensioen moesten.

### Jared Stevens
De volgende in lijn was Jared Stevens, die na het pensioen van de Nelsons de restanten van Dr. Fate ontdekte. Hij smeedde van de stukken harnas een mes en een set darts. Hij accepteerde, zij het met tegenzin, zijn nieuwe taak als magische verdediger van de Aarde, en werd een soort balans tussen Orde en Chaos. Hij noemde zichzelf gewoon “Fate”.
Hij ontmoette eenmaal de Nelsons, wat leidde tot de dood van het koppel waarbij hun zielen terugkeerden naar het amulet.
Jareds einde kwam door toedoen van Mordru, die probeerde Dr. Fates krachten te bemachtigen.

### Hector Hall
Nabu, die zich bewust was van Mordrus plannen, had al een paar stappen vooruitgedacht en ervoor gezorgd dat de helm en mantel van Dr. Fate over zouden gaan naar de gereïncarneerde Hector Hall; een held die eerder al bekendstond als Silver Scarab en Sandman.
Hector was de zoon van een agent van Chaos en een agent van Orde, ook bekend als Hawk en Dove. Dit maakte hem tot de perfecte balans tussen de twee.
Hector kon Mordru verslaan, en bleef nog een tijd Dr. Fate. Totdat hij werd geconfronteerd door Spectre. Hij stuurde Hector en zijn vrouw Lyta naar de hel. Hector verdedigde zijn vrouw daar tegen een groep demonen, totdat Lyta contact wist te krijgen met haar zoon Daniel Hall, die nu de Lord of Dreams was. De twee voegden zich bij hem in een wereld genaamd “the Dreaming”, en verlieten zo de sterfelijke wereld.

### Kent V. Nelson
Na de verdwijning van Hector nam eerst Nabu zelf een tijdje de rol van Dr. Fate over. Hij had een manier gevonden om zonder gastlichaam te kunnen bestaan.
De helm belandde uiteindelijk in handen van Kent V. Nelson, een verre neef van de originele Kent Nelson. Hij is de huidige Dr. Fate van het DC Universum.

## Krachten en vaardigheden
Dr. Fate beschikt over een groot aantal magische krachten, die hij krijgt van Nabu. Hij kan vliegen, heeft een grote weerstand tegen verwondingen, bovenmenselijke kracht en beschikt over telekinese.
Zijn ervaring op het gebied van magie is vrijwel ongeëvenaard. Hij kan magische energie als wapen gebruiken, teleporteren door het hele universum, vaste voorwerpen maken uit energie en materie veranderen in andere materie. Hij is tevens een van de weinige DC personages met de gave om tussen parallelle universums te reizen. De grenzen van Dr. Fates magische krachten zijn niet precies bekend, daar ze per strip verschillen. Op het toppunt van zijn kracht kon hij zelfs Etrigan the Demon en Darkseid in zijn macht krijgen.

### Helm van Nabu
Dr. Fates krachten komen van zijn helm. De helm was oorspronkelijk bewoond door de geest van Nabu. Door deze link met Nabu krijgt Dr. Fate veel van zijn krachten en kennis. Zonder de helm is hij een stuk minder sterk.
Door enkel de helm op te zetten vormt de rest van Dr. Fates kostuum zich rond de drager. De persoon voor wie de helm bestemd is, kan voorkomen dat anderen hem gebruiken.

### Amulet van Anubis
Een andere krachtbron van Dr. Fate is dit magische amulet, dat Dr. Fate altijd bij zich draagt. Het amulet kan magische wezens herkennen en onthullen. Tevens bevat het amulet een soort mini-dimensie, waar de zielen van de personen die in het verleden Dr. Fate zijn geweest verblijven.

## In andere media
Dr. Fate had gastrollen in de series Superman: The Animated Series en Justice League. Tevens werd hij een van de vele back-uphelden in de serie Justice League Unlimited. Deze Dr. Fate is de Kent Nelson-versie.
In de tv-serie Smallville verschijnt Dr. Fate in de aflevering 'Absolute Justice', seizoen 9.
Dr. Fate verschijnt in de film Black Adam uit 2022, waarin hij gespeeld wordt door Pierce Brosnan. De film speelt zich af binnen het DC Extended Universe (DCEU). Hij maakt in de film deel uit van de Justice Society, samen met Hawkman, Atom Smasher en Cyclone.